# Damien Hooper
Damien Hooper (Toowoomba, Queensland, 5 de febrer de 1992) és un boxador australià, de la categoria pes lleuger, d'origen aborigen. Va participar en els Jocs Olímpics de Londres del 2012 on generà una polèmica arran del fet d'exhibir a la samarreta la bandera aborigen australiana.
Damien Hooper nasqué a Toowoomba. Començà a boxar quan tenia 11 anys arran del suggeriment d'un policia local que veia que podia ficar-se en problemes ben aviat.
El 2010, esdevingué el primer campió mundial júnior d'origen aborigen quan va guanyar el títol de la categoria dels 75 kg als Jocs Olímpics de la joventut a Singapur. Aquell mateix any es va endur una medalla d'argent als Campionats mundials de la joventut a Bakú, la capital de l'Azerbaidjan i així va ser seleccionat a l'equip australià per als Jocs de la Commonwealth del 2010 que se celebraren a Nova Delhi.
Durant els Jocs Olímpics de Londres del 2012 va lluir una samarreta amb la bandera dels aborígens australians, la qual cosa li valgué la reprovació del Comitè Olímpic Internacional que li va demanar de no tornar a posar-la.